# Natalie Roser
Natalie Roser (Newcastle, Australia) 18 de mayo de 1990) es una modelo australiana.

## Primeros años de vida
Nacida en Newcastle, Nueva Gales del Sur el 18 de mayo de 1990, Roser comenzó a modelar desde los 13 años. Pasó un tiempo viviendo y modelando en Los Ángeles. Actualmente vive en Sydney.

## Carrera de modelo
Roser fue la cara del año de Fox8 en 2014. Fue finalista en Miss Universo Australia, así como concursante en la primera temporada de The Face Australia, donde fue la primera eliminada, terminando en el duodécimo lugar. Se convirtió en la chica de portada de Maxim en octubre de 2016.